# Écurie Espadon
L'Écurie Espadon, qui deviendra ensuite la Scuderia Espadon, est une écurie de course automobile suisse fondée en 1948 par le pilote Rudi Fischer. L'écurie a notamment pris part à huit Grands Prix de championnat du monde de Formule 1 entre 1951 et  1953.

## Historique
L'Écurie Espadon, fondée par le pilote automobile suisse Rudi Fischer est composée d'un groupe de six coureurs amateurs suisses. La dénomination « écurie » est utilisé à la fondation de l'équipe car la plupart des voitures utilisées sont françaises, principalement des Gordini. Plus tard lorsque l'équipe utilise des voitures italiennes, principalement des Ferrari, le nom de l'équipe est transformé en « Scuderia ».
Ils courent d'abord, dès 1948, sur des Simca Gordini puis sur diverses automobiles au cours des deux années suivantes : Simca Gordini, Cisitalia D 46, BMW, Hersham and Walton Motors-Alta, Veritas RS et Meteor, Ferrari 166 et O.S.C.A. MT4.
En 1951, l'écurie acquiert deux Ferrari : une Ferrari 212 (châssis 110) et une Ferrari 125. La 212 court jusqu'en 1953, année où se termine l'aventure sportive de la Scuderia Espadon. En 1952, une Ferrari 500 (châssis 184) est achetée et permet à Rudi Fischer d'inscrire des points en championnat du monde grâce à deux podiums obtenus en 1952 aux Grand Prix de Suisse et Grand Prix d'Allemagne.
Rudi Fischer pilote la Ferrari 212 au cours de la saison 1951, prenant part à quinze épreuves, dont plusieurs Grands Prix de Formule 1 du championnat du monde et hors-championnat. 
Ses meilleurs résultats sont deux victoires au Circuit des Remparts d'Angoulême et au Circuit du Lac-Aix les Bains en Formule 2 et cinq podiums en Formule 1 : deux deuxièmes places (deuxième des Grands Prix de Bordeaux et d'Ostschweiz Erlen et troisième à l'Avus, au Grand Prix de Syracuse et au Grand Prix de San Remo).
En 1952, le règlement du championnat du monde de Formule 1 change au profit des Formule 2, et la Scuderia Espadon profite de cette suprématie pour briller en championnat grâce aux Ferrari 500, Peter Hirt prenant le volant de la Ferrari 212. Il n'obtient à son volant aucun résultat, la voiture étant dépassée par la concurrence. Hans Stuck pilote la 212 lors de trois épreuves au mois de septembre. 
Rudi Fischer commence la saison avec une deuxième place pour son Grand Prix national, puis termine troisième au Nürburgring. En Formule 2, Rudi Fischer permet à la Scuderia Espadon de remporter deux épreuves, l'Eifelrennen et l'AVUSrennen.

## Résultats en championnat du monde de Formule 1
| Saison | Écurie         | Châssis                    | Moteur                           | Pneus   | Pilotes                                             | Grands Prix disputés | Points inscrits par les pilotes |
| ------ | -------------- | -------------------------- | -------------------------------- | ------- | --------------------------------------------------- | -------------------- | ------------------------------- |
| 1950   | Écurie Espadon | SVA 1500                   | Fiat L4 compressé                | Pirelli | Rudi Fischer                                        | 0                    | 0                               |
| 1951   | Écurie Espadon | Veritas Meteor Ferrari 166 | Veritas L6 compressé Ferrari V12 | Pirelli | Rudi Fischer Peter Staechelin                       | 2                    | 0                               |
| 1952   | Écurie Espadon | Ferrari 212 Ferrari 500    | Ferrari V12 Ferrari L4           | Pirelli | Rudi Fischer Peter Hirt Rudolf Schoeller Hans Stuck | 5                    | 10                              |
| 1953   | Écurie Espadon | Ferrari 166 Ferrari 500    | Ferrari V12 Ferrari L4           | Pirelli | Kurt Adolff Peter Hirt Max de Terra                 | 2                    | 0                               |

| Saison | Écurie         | Châssis                    | Moteur                           | Pneumatiques | Pilotes          | Courses | Courses | Courses | Courses | Courses | Courses | Courses | Courses | Courses | Points inscrits par les pilotes |
| Saison | Écurie         | Châssis                    | Moteur                           | Pneumatiques | Pilotes          | 1       | 2       | 3       | 4       | 5       | 6       | 7       | 8       | 9       | Points inscrits par les pilotes |
| ------ | -------------- | -------------------------- | -------------------------------- | ------------ | ---------------- | ------- | ------- | ------- | ------- | ------- | ------- | ------- | ------- | ------- | ------------------------------- |
| 1950   | Écurie Espadon | SVA 1500                   | Fiat L4 compressé                | Pirelli      |                  | GBR     | MON     | 500     | SUI     | BEL     | FRA     | ITA     |         |         | 0                               |
| 1950   | Écurie Espadon | SVA 1500                   | Fiat L4 compressé                | Pirelli      | Rudi Fischer     |         |         |         | Forf    |         |         |         |         |         | 0                               |
| 1951   | Écurie Espadon | Veritas Meteor Ferrari 166 | Veritas L6 compressé Ferrari V12 | Pirelli      |                  | SUI     | 500     | BEL     | FRA     | GBR     | ALL     | ITA     | ESP     |         | 0                               |
| 1951   | Écurie Espadon | Veritas Meteor Ferrari 166 | Veritas L6 compressé Ferrari V12 | Pirelli      | Rudi Fischer     | 11e     |         |         |         |         | 6e      |         |         |         | 0                               |
| 1951   | Écurie Espadon | Veritas Meteor Ferrari 166 | Veritas L6 compressé Ferrari V12 | Pirelli      | Peter Staechelin | Abd     |         |         |         |         |         |         |         |         | 0                               |
| 1952   | Écurie Espadon | Ferrari 212 Ferrari 500    | Ferrari V12 Ferrari L4           | Pirelli      |                  | SUI     | 500     | BEL     | FRA     | GBR     | ALL     | P-B     | ITA     |         | 10                              |
| 1952   | Écurie Espadon | Ferrari 212 Ferrari 500    | Ferrari V12 Ferrari L4           | Pirelli      | Rudi Fischer     | 2e      |         |         | 11e†    | 13e     | 3e      |         | Abd     |         | 10                              |
| 1952   | Écurie Espadon | Ferrari 212 Ferrari 500    | Ferrari V12 Ferrari L4           | Pirelli      | Peter Hirt       | 7e      |         |         | 11e†    | Abd     |         |         |         |         | 10                              |
| 1952   | Écurie Espadon | Ferrari 212 Ferrari 500    | Ferrari V12 Ferrari L4           | Pirelli      | Rudolf Schoeller |         |         |         |         |         | Abd     |         |         |         | 10                              |
| 1952   | Écurie Espadon | Ferrari 212 Ferrari 500    | Ferrari V12 Ferrari L4           | Pirelli      | Hans Stuck       |         |         |         |         |         |         |         | Nq      |         | 10                              |
| 1953   | Écurie Espadon | Ferrari 166 Ferrari 500    | Ferrari V12 Ferrari L4           | Pirelli      |                  | ARG     | 500     | P-B     | BEL     | FRA     | GBR     | ALL     | SUI     | ITA     | 0                               |
| 1953   | Écurie Espadon | Ferrari 166 Ferrari 500    | Ferrari V12 Ferrari L4           | Pirelli      | Kurt Adolff      |         |         |         |         |         |         | Abd     |         |         | 0                               |
| 1953   | Écurie Espadon | Ferrari 166 Ferrari 500    | Ferrari V12 Ferrari L4           | Pirelli      | Peter Hirt       |         |         |         |         |         |         |         | Abd     |         | 0                               |
| 1953   | Écurie Espadon | Ferrari 166 Ferrari 500    | Ferrari V12 Ferrari L4           | Pirelli      | Max de Terra     |         |         |         |         |         |         |         | 8e      |         | 0                               |

Légende : ici 
- † Monoplace partagée avec un autre pilote de l'écurie